# Ober-Hilbersheim
Ober-Hilbersheim è un comune di 1 067 abitanti della Renania-Palatinato, in Germania.

Appartiene al circondario (Landkreis) di Magonza-Bingen (targa MZ) ed è parte della comunità amministrativa (Verbandsgemeinde) di Gau-Algesheim.